# Malin Ragnegård
Malin Felicia Ragnegård, född  8 februari 1978 i Huddinge församling, Stockholms län, är en svensk fackföreningsledare. Hon är sedan november 2021 ordförande i Svenska kommunalarbetareförbundet (Kommunal). Hon var dessförinnan Kommunals förbundssekreterare 2020–2021.
Malin Ragnegård blev fackligt aktiv vid 21 års ålder då hon arbetade som personlig assistent i Falu kommun. Mellan 2015 och 2020 var Ragnegård avdelningsordförande för Kommunal i Bergslagen. I september 2020 valdes hon till förbundssekreterare och förste vice förbundsordförande för Kommunal, trots att hon inte var valberedningens kandidat. Ett år senare blev hon ny förbundsordförande efter att Tobias Baudin lämnat posten.